# Tlite
Tlite (en àrab أتليت, Atlīt; en amazic ⵜⵍⵉⵜ) és una comuna rural de la província de Tata, a la regió de Souss-Massa, al Marroc. Segons el cens de 2014 tenia una població total de 4.326 persones.